# Batalla del Portazgo
La batalla del Portazgo fue uno de los enfrentamientos principales durante el asedio a Cádiz, y toma el nombre de la batería del Portazgo, que fue instalada a posteriori en el lugar del enfrentamiento a 700 metros del puente Zuazo. El día 6 de febrero de 1810 el duque de Alburquerque se aprestó a defender la isla de León del asalto del ejército francés al mando del mariscal Victor, que trataba así de hacer su entrada en la ciudad de Cádiz y rendir el último reducto de resistencia. Tras dicha batalla y ante la imposibilidad de atravesar las líneas defensivas en torno al caño de Sancti Petri, los galos hubieron de replegarse y se vieron obligados a establecer un cerco a la plaza, dando inicio al Sitio de Cádiz.

## Batería del Portazgo
La batería fue instalada poco después del combate, y se convirtió en un foco vital de choques entre ambos bandos. Esto se debía a su posición, a 700 m de la cabeza del puente Zuazo sobre el arrecife de Puerto Real, punto en el que actualmente se encuentra el nudo de comunicación entre las poblaciones de San Fernando, Chiclana, Puerto Real y el polígono industrial de Tres Caminos. El caño Zurraque discurre por su flanco derecho, y multitud de pequeños caños y salinas lo cercan por el izquierdo.
Se artilló con 20 piezas: tres de a 24, siete de a 16, dos de a 12, dos de a 8, dos de a 4, tres obuses de 9 pulgadas y uno de 7.
Su guarnición la formaban durante el día 136 combatientes, de los cuales existían: 1 capitán, 2 subalternos, 5 sargentos, 1 tambor, 13 cabos y 117 soldados. Durante la noche la batería era reforzada por 139 combatientes de los que existían: 1 capitán, 3 subalternos, 8 sargentos, 1 tambor, 14 cabos y 116 soldados. Formando un total de 308 en los que se encontraban incluidos los artilleros y los fusileros de los puestos avanzados.

## Desarrollo
Según recoge el Diario de operaciones del Supremo Consejo de Regencia, el 6 de febrero de 1810, el Mariscal Victor solicita la rendición de la plaza de la Isla de León, para acceder a Cádiz, a lo que es contestado enérgica y negativamente por parte de las autoridades españolas. 
- 6 de febrero de 1810; al recibir la negativa española, el Mariscal francés lanza un gran ataque contra las primeras posiciones españolas, a lo que la artillería de Alvear contesta produciendo tal estrago en los asaltantes que los obliga a replegar hasta la posición que hoy ocupa Tres Caminos.
- 7 de febrero de 1810; el ejército francés lanza un nuevo ataque a las posiciones de la cabeza del puente Zuazo, siendo nuevamente rechazados.
- 8 de febrero de 1810; se consigue establecer una batería provisional avanzada mediante saquillos terreros para dos piezas de artillería, la situación de ese emplazamiento, coincide con la antigua Venta del Corral, hoy transformada en almacén de venta de objetos antiguos.
- 9 de febrero de 1810; se abre fuego desde esta estratégica posición, expulsando a los franceses de su anterior asentamiento en lo que hoy es Tres Caminos, provocándoles gran pérdida de hombres y caballos.
- 10 de febrero de 1810; se modifica la línea de defensa de la Isla de León, estableciendo en las posiciones de las que replegaron los franceses, una batería bien defendida que se nombró como del Portazgo.
- 11 de febrero de 1810; tras el desembarco de 3000 ingleses del General Stuart y el Regimiento portugués de Campomayor, el ejército francés se resigna a mantener un bloqueo de las posiciones defensivas isleñas.

Es destacable, que las primeras resistencias a los envites franceses, se hicieron en posiciones defensivas realizadas con maderas de casas ruinosas de la Isla de León; llevándose a cabo con gran precipitación. 